# به عنوان یک دستگاه فروش دوباره متولد شدم، حالا در دانجن‌ها پرسه می‌زنم
به عنوان یک دستگاه فروش دوباره متولد شدم، حالا در دانجن‌ها پرسه می‌زنم (به انگلیسی: Reborn as a Vending Machine, I Now Wander the Dungeon) مجموعه لایت ناول ژاپنی است که توسط هیروکوما نوشته شده و توسط ایتسووا کاتو و یوکی هاگور تصویرسازی شده است. این مجموعه نخستین بار در سال ۲۰۱۶ به عنوان یک رمان تحت وب در وبسایت شوستسوکا نی نارومنتشر شد. مجموعه تلویزیونی انیمه اقتباسی ساخته استودیو از جولای تا سپتامبر ۲۰۲۳ پخش شد. فصل دوم آن نیز در دست ساخت است.
داستان دربارهٔ شخصی است که پس از له شدن توسط یک دستگاه فروش، به‌عنوان یک دستگاه فروش در یک دنیای فانتزی تناسخ پیدا می‌کند. مدت کوتاهی بعد او با یک شکارچی زن جوان به نام لامیس آشنا می‌شود و با او دوست می‌شود و لامیس شروع به حمل کردن او بر روی پشت خود می‌کند و هر دو با هم ماجراجویی خود را در دنیای فانتزی آغاز می‌کنند.